# Zygmunt Włoczewski
Zygmunt Włoczewski właśc. Antoni Zygmunt Włoczewski (ur. 17 kwietnia 1887 roku w Wągrowcu, zm. 25 sierpnia 1942 roku) – powstaniec wielkopolski, więzień obozu koncentracyjnego w Dachau.

## Życiorys
Był synem Marcina Włoczewskiego i Praksedy z domu Gniatczyńskiej. W 1907 roku w trakcie strajku szkolnego w Wągrowcu został karnie usunięty z pruskiego gimnazjum za obronę swoich sióstr Gabrieli i Janiny, które uczestniczyły w strajku. W tym samym roku mimo wydalenia ze szkoły rozpoczął studia stomatologiczne we Wrocławiu, które przez pewien czas kontynuował w Monachium, a ostatecznie ukończył w 1922 roku na Uniwersytecie Wrocławskim. W trakcie I wojny światowej wcielony do wojska niemieckiego. 12 maja 1917 roku, mimo służby w wojsku, zorganizował i utrzymywał polską szkołę w Herbach. Wziął udział w powstaniu wielkopolskim w randze kapitana. Brał udział w zwycięskich walkach w Wągrowcu i objął komendę dworca kolejowego w tym mieście. Po przyłączeniu Górnego Śląska do Polski pracował jako dentysta w Mikołowie. Był działaczem harcerskim, sokolim, filistrem honorowym K!Magna Polonia w Poznaniu, prezesem komitetu Ligi Morskiej i Rzecznej w Mikołowie. W 1936 roku ufundował tablicę upamiętniającą strajk szkolny w Wągrowcu. Przed wojną wydał książkę w gwarze śląskiej autorstwa A. Nachbara pt. "Bojki".
W trakcie II wojny światowej został uwięziony w obozie koncentracyjnym w Dachau. Wypuszczony po usilnych staraniach rodziny, zmarł w wyniku wycieńczenia spowodowanego uwięzieniem i nieleczoną cukrzycą 25 sierpnia 1942 roku. Pochowany w Wolbromiu .

## Życie prywatne
11 listopada 1912 roku wziął ślub z Heleną (Pauliną) Gottschlich (nazwisko po pierwszym mężu) z domu Luppa. Adoptował jej syna Alfreda. 27 grudnia 1913 roku małżeństwu Włoczewskich urodził się syn Marian. Po śmierci żony 17 kwietnia 1916 roku Zygmunt Włoczewski pozostawał wdowcem, aż do chwili, gdy na łożu śmierci pojął za żonę swoją pomocnicę dentystyczną Zofię z domu Postada. Był bratem Zofii Włoczewskiej, żony Pawła Kempki .